# 안토니오 디 젠나로
안토니오 디 젠나로(이탈리아어: Antonio di Gennaro anˈtɔːnjo di dʒenˈnaːro[*], 1958년 10월 5일, 토스카나 주 피렌체 ~)는 이탈리아의 전직 축구 선수로, 현역 시절 미드필더로 활약했다.

## 클럽 경력
현역 시절, 디 젠나로는 피오렌티나(1976–1980), 페루자(1980–1981), 엘라스 베로나(1981–1988), 그리고 바리(1988–1991)에서 활약했다. 그는 18세의 나이로 고향의 피오렌티나에서 프로 신고식을 치렀지만, 당시 구단에 전설적인 플레이메이커 잔카를로 안토뇨니가 있었기에 재능을 만개할 틈이 부족했고, 안토뇨니와 주전 경쟁을 했던 디 젠나로는 서로 합이 맞지 않기에 이르렀다. 결국 디 젠나로는 더 많은 출전 기회를 잡기 위해 1980-81 시즌에 페루자로 이적했지만, 오히려 독이 되었고, 페루자는 시즌 끝에 세리에 B로 강등되었다. 시즌 종료 후, 디 젠나로는 한 번 더 이적을 감행하였고, 엘라스 베로나에 입단했다. 그는 베로나 소속으로 주축 선수로 거듭나 플레이메이커를 맡았다. 1년차에는 세리에 B에 속해 있던 1년차에 세리에 A 승격을 이룩했고, 1984-85 시즌에는 오스발도 바뇰리 감독의 지도 하에 구단의 창단 첫 세리에 A 우승도 거머쥐었다. 디 젠나로는 엘라스 베로나에서 182번의 경기에 출전해 18골을 기록했다. 베로나를 떠난 디 젠나로는 1988년에 바리로 이적해 주장을 역임했고, 1990년에 소속 구단의 세리에 A 승격과 미트로파컵 우승을 이끌었고, 1991년에는 세리에 A 잔류를 이뤄내고 은퇴했다.

## 국가대표팀 경력
국제 무대에서, 디 젠나로는 1984년부터 1986년까지 이탈리아 국가대표팀 경기에 15번 출전해 4골을 기록했고, 1986년 월드컵에도 참가해 이탈리아가 출전한 4경기에 모두 출전했지만, 프랑스와의 16강전에서 패하며 조기에 탈락했다. 그는 1984년 11월 3일, 1-1로 비긴 스위스와의 경기에서 첫 국가대표팀 경기를 출전했고, 그는 엘라스 베로나 시절에만 이탈리아 국가대표팀에서 활약해 15번의 경기를 치렀다.

## 경기 방식
"현대" 지향적인 축구 선수로 평가되는 디 젠나로는 빠르고, 민첩하고, 다재다능한, 범용성 있는 선수로, 공몰이에 능하고, 경기장 여러 위치에서 제 역할에 충실했으며, 따라서 중원의 다양한 역할을 수행했다. 그는 중원에서의 창의성과 공격적 역량 외에도 특히 주력, 효율성, 체력, 수비적 역량, 그리고 공 회수력으로 두각을 나타냈다. 그는 다양한 능력을 겸비해 수비형 미드필더나 중앙의 후방 플레이메이커 역할을 맡아 시야, 기술, 공넘김, 그리고 강인한 정신력을 통해 공격을 전개하고 공을 회수한 뒤 공을 재빨리 동료에게 넘길 수 있었다. 그는 대게 이타적인 선수이지만, 앞으로 나아가 강하고 정확하게 공을 집어넣을 수 있어, 전방 플레이메이커에도 도가 텄다. 축구 역량 외에도, 그는 지도자적 역량과 유머 감각이 있는 성격으로도 알려져 있다.

## 은퇴 후
은퇴 후, 디 젠나로는 첫 소속 구단이었던 피오렌티나로 복귀해 단장을 역임했다.

## 수상
엘라스 베로나
- 세리에 B: 1981–82
- 세리에 A: 1984–85

바리
- 미트로파컵: 1990